# Gnophos tangens
Gnophos tangens là một loài bướm đêm trong họ Geometridae.